# Pierre Tournante (Bosgouet)
La Pierre tournante est une pierre à légendes située sur le territoire de la commune de Bosgouet, dans le département de l’Eure, en France. Selon certains historiens, il pourrait s’agir d’un dolmen.

## Localisation
La pierre est située au bord d’un chemin forestier, dans la forêt de la Londe-Rouvray, à proximité de l’ancien grand chemin de Lisieux à Rouen.

## Description
C’est un bloc de poudingue de 2 m de côté sur 0,65 m d’épaisseur. Il se trouve au milieu d’une légère dépression du sol entourée d’un tertre peu élevé, dans une partie de la forêt où l’on peut observer de nombreux fossés.

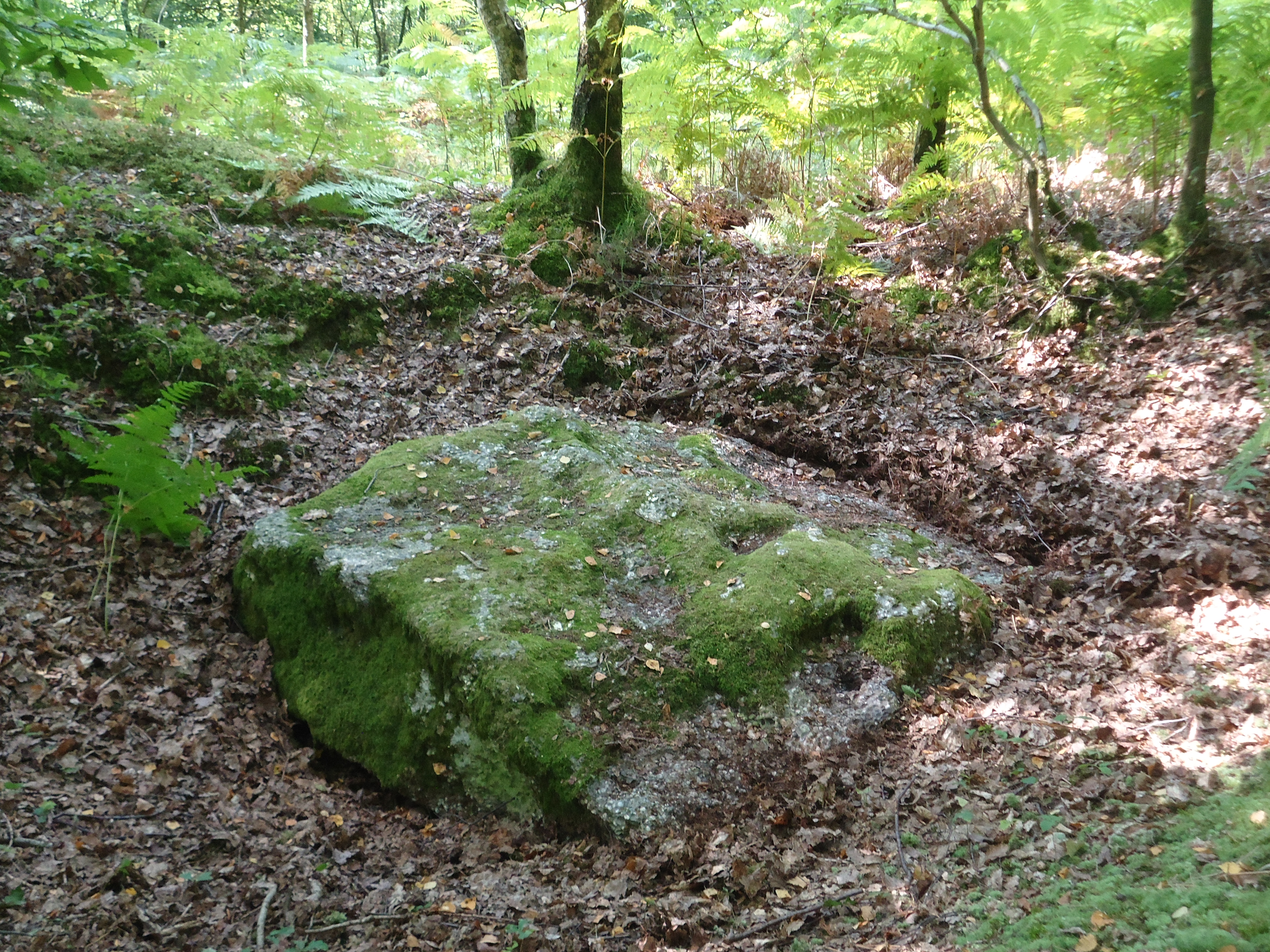
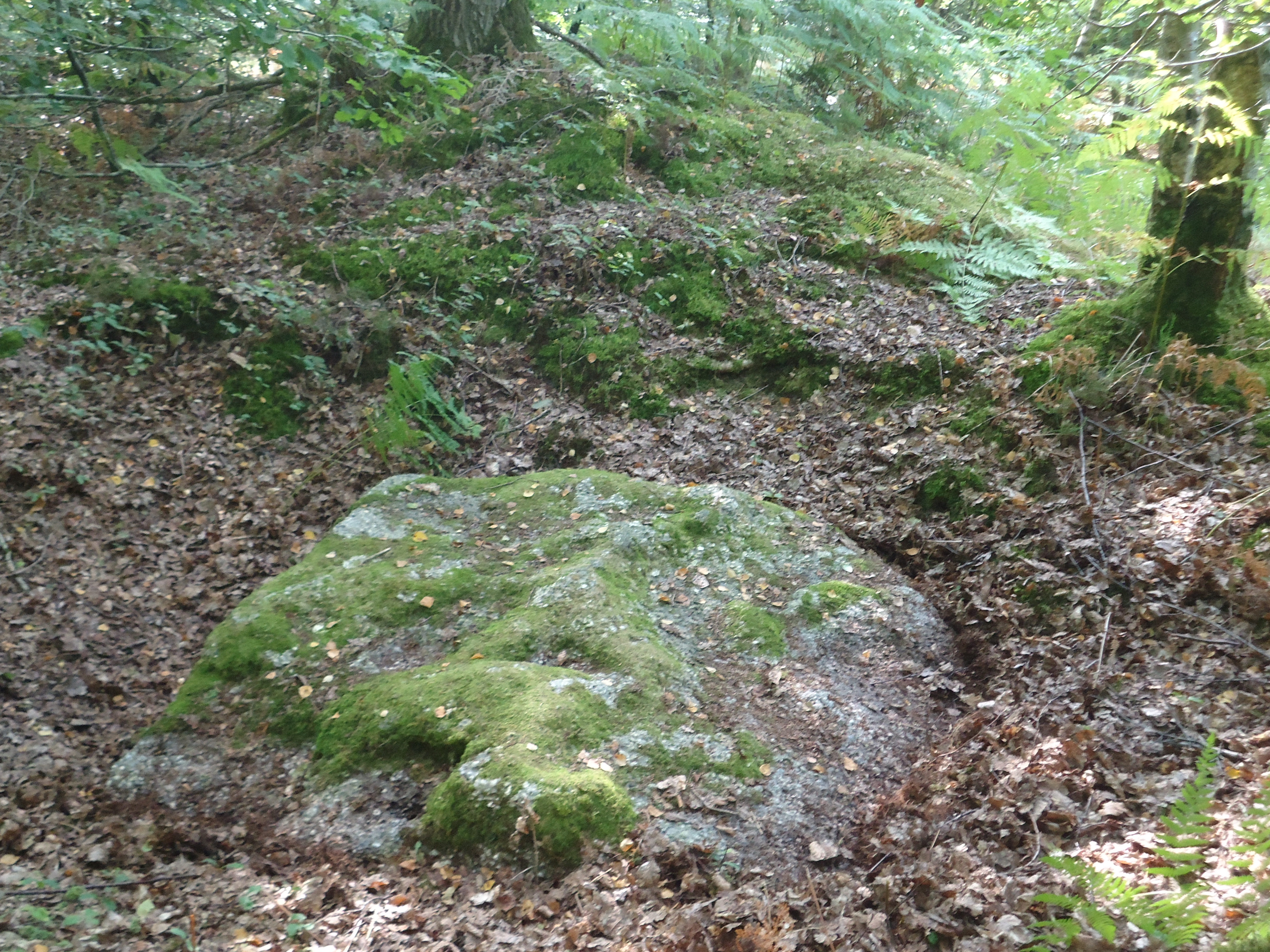
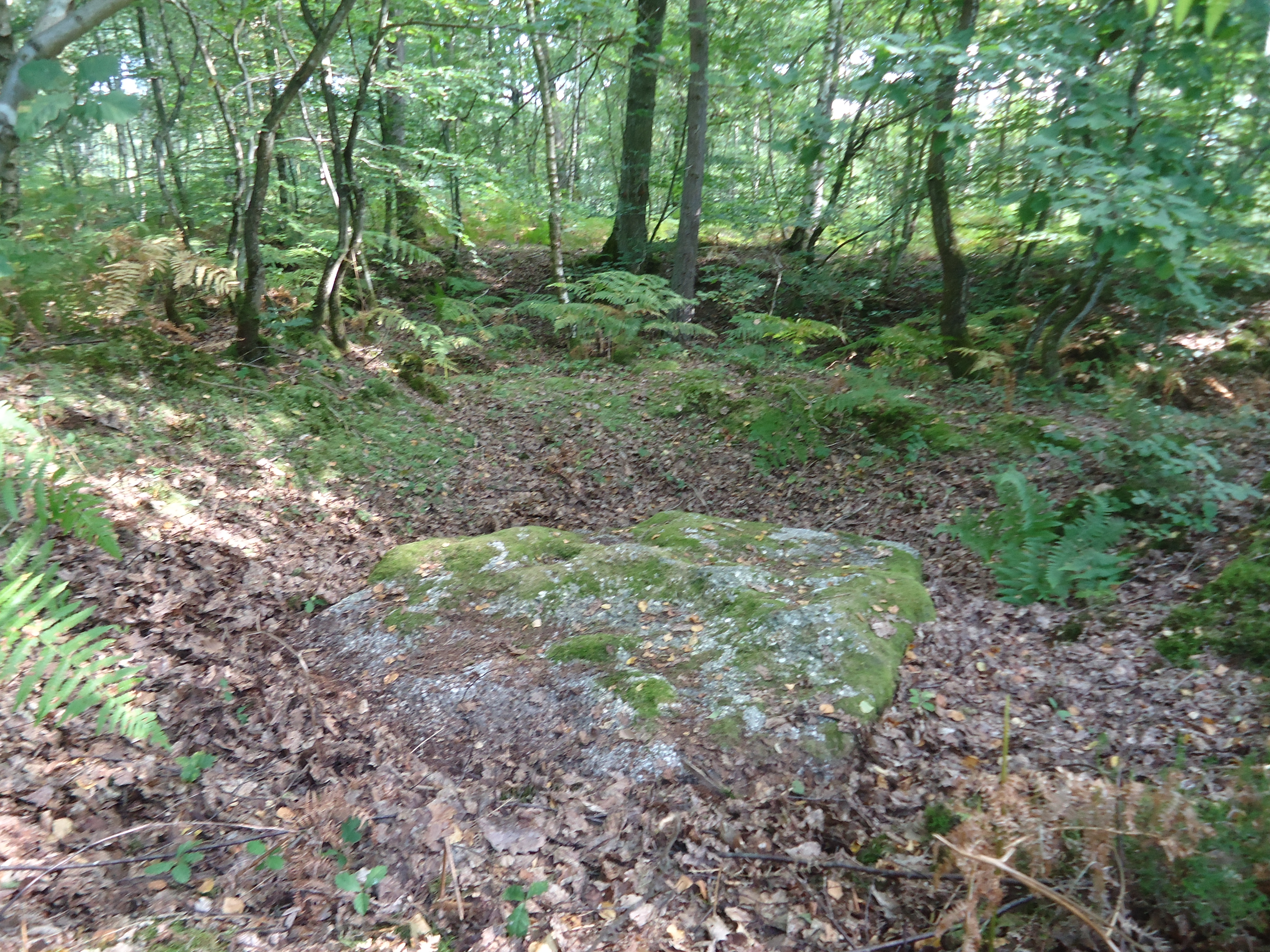

## Historique
Auguste Le Prévost est le premier à décrire le monument dans sa Notice historique et archéologique sur le département de l’Eure, publiée en 1832, et à défendre son origine mégalithique : 
« Quoiqu’elle ne présente ni les dimensions colossales qu’on est accoutumé à rencontrer dans les monumens druidiques, ni leur disposition ordinaire, nous n’hésitons pas à lui attribuer la même origine, ainsi qu’à voir dans les nombreuses traditions superstitieuses dont elle est entourée, un reste de ce culte des premiers habitans de la Gaule pour les pierres contre lequel on sait que les prédicateurs du christianisme ont lutté en vain pendant plusieurs siècles. »
Louis-Léon Gadebled en parle également dans son Dictionnaire topographique, statistique et historique du département de l’Eure publié en 1840 : « pierre druidique connue sous le nom de pierre tournante, quoique couchée sur terre. Aux environs sont des tertres et des excavations que l’on considère comme les traces d’anciens combats ». Quant à Amélie Bosquet, elle reprend à son compte la description de la pierre à légendes de Le Prévost dans son livre La Normandie romanesque et merveilleuse paru en 1845. Le vicomte de Pulligny mentionne aussi la pierre dans L’art préhistorique dans l’Ouest et notamment en Haute Normandie paru en 1879 mais s’intéresse surtout aux légendes que l’on raconte sur elle. Elle est aussi référencée par Léon Coutil, président de la Société préhistorique française, dans son Inventaire des menhirs et dolmens de France : Eure, mais celui-ci refuse de s’engager sur son origine préhistorique et la range dans le chapitre Pierres à légende ou monuments indéterminés.

## Légendes
Les légendes sont nombreuses autour de ce monument, reprises et enrichies, ouvrage après ouvrage, par tous les auteurs ayant cité cette pierre. Sa capacité supposée à faire un tour complet sur elle-même la nuit de Noël est à l’origine de son appellation. D’autres mégalithes normands possèdent cette surprenante particularité telles la Pierre tournante à Livarot, la Pierre tournante à Fresney-le-Puceux, la Pierre tourneresse à Gouvix et la Pierre tourneresse à Cairon. Mais si la pierre n’a aucune difficulté à se mouvoir par elle-même, il n’en est pas de même lorsque des hommes tentent de la déplacer comme le raconte le vicomte de Pulligny : 
« Autrefois, un seigneur en ce bon pays normand trouva que ladite pierre était une grande gêne pour les labours et travaux de terre ; ores donc, il commanda à ses gens de la déplacer et de la conduire en quelque endroit où elle ne pût causer nuisance ; mais, malgré leurs efforts, tous ses serviteurs réunis ne parvinrent même pas à la faire bouger tant soit peu. Le maître, impatienté, envoya quérir ses chevaux, d’abord vingt, puis quarante, puis cent. Peine inutile, le bloc ne mouvait guère plus que s’il eût été scellé. Ce ne fut que quand l’attelage eut atteint le nombre prodigieux de trois cents chevaux qu’on put enfin, et à grand’peine, emporter la pierre ; elle fut traînée à une lieue de là et déposée en un fossé bordant la forêt de la Londe. Mais, dans la nuit, un paysan attardé se trouva tout à coup glacé d’effroi à la vue du monolithe marchant seul et s’avançant lentement dans la direction du Bosc-Gouet. Sitôt que sa frayeur lui permit de continuer, il courut prévenir le seigneur de ce qu’il avait vu, et le lendemain matin, au grand étonnement de tous, on retrouva la pierre à cette même place d’où l’on avait eu tant de peine à l’extraire la veille. »
D’autres histoires sont recueillies sur cette pierre miraculeuse. On prétend qu’elle marque l’emplacement d’une très ancienne bataille où il a dû périr cent mille hommes. On parle aussi d’un garde-chasse qui a fait fortune au moyen d’un trésor trouvé dans le voisinage. On dit aussi qu’un coq vient chanter tous les ans, sur cette pierre, pendant la messe de minuit. Cette abondance de récits fantastiques est à l’origine de l’intérêt des historiens du XIXe siècle pour ce monument aux origines mystérieuses et Léon Coutil n’hésite pas à rappeler dans son Inventaire des mégalithes de l’Eure qu’« A. Le Prévost, dès 1832, engageait les archéologues à étudier les pierres vénérées, même lorsqu’elles auraient des proportions modestes, et de les signaler au même titre que les monuments les plus importants ».